# Le Rocher du tonnerre
Pour plus de détails, voir Fiche technique et Distribution.
Le Rocher du tonnerre (Thunder Rock) est un film britannique réalisé par Roy Boulting, sorti en 1942.

## Synopsis
David Charleston, journaliste aussi cynique qu'aigri par la vie qu'il mène, est traumatisé par la mort de personnes qui se sont noyées...

## Fiche technique
- Titre français : Le Rocher du tonnerre[1]
- Titre original : Thunder Rock
- Réalisation : Roy Boulting
- Scénario : Jeffrey Dell et Bernard Miles d'après la pièce de Robert Ardrey
- Photographie : Mutz Greenbaum
- Montage : Roy Boulting
- Musique : Hans May
- Pays d'origine : Royaume-Uni
- Format : Noir et blanc - 1,37:1 - Mono
- Genre : drame
- Date de sortie : 
  - Royaume-Uni : 1942
  - France : 13 août 1948[1]

## Distribution
- Michael Redgrave : David Charleston
- Barbara Mullen : Ellen Kirby
- James Mason : Streeter
- Lilli Palmer : Melanie
- Finlay Currie : Capitaine Joshua
- Barry Morse : Robert
- Miles Malleson : Président du conseil d'administration
- Tommy Duggan : Employé de bureau